# Erik Menneskesøn
Erik Menneskesøn er titlen på en ungdomsbog af forfatteren Lars-Henrik Olsen, der blev udgivet i 1986. Bogen handler om den 13-årige Erik, der bliver hentet til gudernes verden i Asgård, hvor han får til opgave at tage til Jotunheim for at finde Idun og bringe hjem til Asgård. Han får følgeskab af Thor datter Trud, som han langsomt bliver forelsket i. Undervejs bliver en lang række af historierne fra den nordiske mytologi genfortalt.
Bogen har en række illustrationer, der er udført af Erik Hjorth Nielsen.
Det er først bog i Erik Menneskesøn-serien og den blev fulgt op af Kampen om sværdet i 1991, der dog langt fra opnåede etterens gode anmeldelser eller popularitet.
Lars-Henrik Olsen modtog Den Danske Boghandlermedhjælperforenings Børnebogspris for bogen i 1986.

## Handling
Under et voldsomt tordenvejr bliver den 13-årige Erik hentet til Asgård af tordenguden Thor. I Asgård er alle guderne blevet gamle, fordi Idun er blevet bortført af jætterne. Iduns æbler holder guderne unge, og uden dem vil de alle ældes og dø. Erik får til opgave at rejse ud for at finde hende, så guderne kan få deres ungdom tilbage.
Han får følgeskab af Thors datter Trud og de besøger først flere steder i Asgård, hvor Erik blandt andet møder Høner. I Taksdale møder de Ull, som Erik bor hos og bliver oplært af. Han får kniven Muddur, der er en magisk kniv fremstillet af Ivaldesønnerne. Herefter drager Trud og Erik over Bifrost og ud af Asgård på Hovvarpner.
De besøger Dødsriget, hvor de møder Hel og Balder, der giver dem et stykke af den pil, som dræbte ham. På vej ud af Dødsriget støder de på dragen Nidhug. Med hjælp fra Muddur lykkes det dem at komme forbi den, men den skader Erik med sin giftige ånde. Misteltenen fra Balders pil kan dog hele hans sår. På vej ud af underverdenen besøger de Urds brønd, hvor nornerne Urd, Verdande og Skuld holder til. De besøger også Mimer, der sender dem videre til Loke, som ved, hvor Idun befinder sig. For at komme helt ud passerer de helvedshunden Garm.
Lang om længe rider de ind i Jotunheim, hvor jætterne holder til og de kommer ind i Mørkeskoven. Hos Gunlød får de plejet deres sår, som de har pådraget i Mørkeskoven. Derefter besøger de Jernsaxa der fortæller at de skal igennem Jernskoven til Skade, der har været gift med Njord, som vil hjælpe dem videre. De besøger grotten, hvor Fenrisulven står bundet på vej igennem Jernskoven, før de kommer til Skade. Hun guider dem hen til Loke, der står lænket i en grotte på et bjerg.
På Hymers gård bliver de opdaget og jagtet ud til havet, hvor de undslipper i Skidbladner. De bliver jagtet af jætterne i Hræsvælg, der opgiver forfølgelsen, da de når så langt, at Midgårdsormen kan nå dem. De undgår dog uhyret og kommer uskadte i land igen.
Da de kommer til Udgårdsloke, giver de sig ud for at være Tjalfe og Røskva. De spiser i hans hal og lokker langsomt oplysninger ud om Idun. Midt i det hele kommer Tjalfe dog. Udgårdsloke begynder at udspørge dem om forskellige begivenheder for at finde ud af, hvem der er den rigtige Tjalfe, og Erik svarer godt for sig, da han har fået alle historierne fortalt på sin rejse. Til sidste sætter han dem til at løbe om kap ligesom første gang Tjalfe var hos Udgårdsloke. Erik tror helt bestemt, at han taber, men han har Lokes sko, der lade ham vinde løbet. Trud overtaler Udgårdsloke til at sende Tjalfe tilbage til Asgård i den tro, at han er Erik Menneskesøn, og at Thor vil komme og hævne ham, hvis de gør ham fortræd.
Samme nat befrier de Idun, der er blevet holdt fanget hos Udgårdsloke. De bringer hende og æblerne tilbage til Asgård, og alle guderne får sig hver et æble, så de får deres tabte ungdom igen.